# Велике Я
«Велике Я» (англ. The Big I Am) — британський фільм 2010 року.

## Сюжет
Дрібний шахрай Міккі Скіннер випадково рятує крупного кримінального боса і отримує шанс піднятися, стати великою людиною. Але щоб стати главою жорстокої банди Лондона, йому доведеться переступити через життєві принципи.

## У ролях
| Актор          | Роль         |
| -------------- | ------------ |
| Лео Ґреґорі    | Скіннер      |
| Вінсент Ріґан  | Барбер       |
| Майкл Медсен   | Мартелл      |
| Роберт Фусілла | Флойд        |
| Стівен Беркофф | MC           |
| Есме Бьянко    | мадам Дюпонт |
| Пол Кей        | Кіз          |
| Беатрис Розен  | Ліза         |
| МС Гарві       | Роббо        |
| Філіп Девіс    | Стаббс       |